# ヤマハピアノテクニカルアカデミー
ヤマハピアノテクニカルアカデミーはピアノ調律師（ピアノ技術者）の育成を目的としたヤマハ株式会社の研修・養成機関である。

## 概要
1900年に日本楽器（現・ヤマハ）株式会社がピアノ製造を開始して以降、長きに渡ってピアノ工場においての徒弟制度により指導・育成が行われていたが、1960年にピアノ調律師・ピアノ技術者を養成することを目的に東京と大阪に技術学校が創設された。その後、指導要領をそのまま引継ぎ養成機関を浜松へ移し、現在の名称になった。
新人の養成を行なう総合コースでは、1年間でピアノの保守・メンテナンスに必要な知識・技術を中心に、学科および実技の実習が行われる。
卒業後は、全国のヤマハ特約店を中心に就職の斡旋がおこなわれている。
また一般社団法人日本ピアノ調律師協会の賛助会員でもあり、
公式サイトのピアノ調律師養成の団体一覧にも問い合わせ先が掲載されている。

## 沿革
- 1960年　ピアノ調律技術者を養成することを目的に、東京と大阪にピアノ技術学校を設立する。
- 1980年　指導要領を引き継ぎ、新たな養成機関を浜松市に設立し、ヤマハピアノテクニカルアカデミーに名称を変更する。
- 1983年　レベルアップコースにコンサートコースが開講する。
- 1987年　レベルアップコースにグランドピアノマスターコースが開講する。
- 1994年　海外で初めてコンサートチューナーの研修が行われる。
- 2008年　工場移転に伴い、同施設も浜松市から掛川市へ移行される。

## 基礎データ

### 所在地
- 静岡県掛川市領家1480

### アクセス

#### タクシー
JR掛川駅より約10分。

#### 徒歩
天竜浜名湖鉄道・桜木駅より約5分

### 運営
ヤマハ株式会社

## 研修内容
アップライトピアノを中心に、ピアノ調律に関する知識全般の講義及び実技の実習が行われる。

### 学科
- 専門講座1　
  - 楽器総論
  - 音響学
  - ピアノ設計論
  - ピアノ構造論
  - ピアノ製作論

- 専門講座2　
  - ピアノの歴史
  - ピアノ調律理論
  - ピアノ整調理論
  - ピアノ整音理論　
  - アップライトピアノの機能と構造
  - グランドピアノの機能と構造
  - ピアノ音響学

- 特別講座　
  - 音楽概論
  - 経営学

### 実技
- アップライトピアノの調律技術
- 整音技術
- グランドピアノの調律技術
- ハイブリッドピアノの調整技術
- アップライトピアノの整調技術
- ピアノアクション修理技術
- グランドピアノの整調技術
- 外装、塗装修理技術

## 研修施設
- 調律実習用専用ボックス室：45室
- 講義、集合研修、修理実習室：4室
- ラウンジ：2箇所
- 寮：愛野寮(袋井市)

## 関連する資格
- ピアノ調律技能士